# Marius Goring
Marius Goring, CBE (23 de maio de 1912 - 30 de setembro de 1998) foi um ator de teatro e cinema inglês. Ele é mais lembrado pelos quatro filmes que fez com Powell e Pressburger, particularmente como Conductor 71 em Neste Mundo e no Outro (1946) e como Julian Craster em Os Sapatinhos Vermelhos (1948) e também pelo papel-título na TV de longa duração. série de drama, The Expert. Ele regularmente desempenhava papéis franceses e alemães.